# Helmiaziw
Helmiaziw (ukr. Гельмязів) – wieś na Ukrainie, w obwodzie czerkaskim, w rejonie złotonoskim, siedziba hromady. W 2001 liczyła 5171 mieszkańców, spośród których 4955 wskazało jako ojczysty język ukraiński, 146 rosyjski, 6 mołdawski, 2 białoruski, 20 ormiański, 1 gagauski, 36 romski, a 5 inny.